# Església parroquial de Santa Maria (Vallbona de les Monges)
Santa Maria o Sant Damià és una església parroquial al nucli de Vallbona de les Monges (Urgell) inclosa en l'Inventari del Patrimoni Arquitectònic de Catalunya. Iniciada el 1745 pel mestre de cases Josep Valls Galí. Fou construïda a conseqüència de l'augment demogràfic i s'hi reutilitzen carreus de pedra procedents del poble abandonat de Montesquiu. El 19 de juny de 1901 es van beneir les noves campanes i el 1936 fou saquejada, moment en el qual es va malmetre la imatge romànica de Santa Maria juntament amb les diferents altars i campanes.
Església de planta de creu llatina, de tres naus dividides interiorment per grans pilars. La nau central està coberta amb volta de canó reforçada per arcs torals. La part central es cobreix amb un gran cúpula damunt del creuer. La façana s'articula amb dos cossos horitzontals i tres verticals rematats al centre per un frontó triangular. El pis inferior es divideix amb dues pilastres de banda que flanquegen una porta de llinda plana amb dues cartel·les. Aquest cos inferior es complementa als laterals amb dues motllures quadrangulars per banda que simulen falses finestres o portes. Al cos superior hi ha com una rosassa emmarcada en l'interior d'un arc a manera de timpà semicircular. Als laterals simètricament situats hi ha dos òculs tapiats. Al cos lateral esquerra s'hi alça el campanar que només presenta el cos de les campanes rematat per una balustrada.

## Història
1. 1 2  «Església parroquial de Santa Maria». Inventari del Patrimoni Arquitectònic.   Direcció General del Patrimoni Cultural de la Generalitat de Catalunya. [Consulta: 1r desembre 2015].